# Heimweh nach Dir (Film)
Heimweh nach Dir ist ein deutscher Musikfilm von 1952 unter der Regie von Robert A. Stemmle. Die Hauptrollen sind neben Margot Hielscher und Peter Pasetti mit Josefin Kipper und Peter Mosbacher besetzt.

## Handlung
Ein Leierkastenmann spielt und singt dazu: „So war Berlin, die Stadt von Fleiß und Witz, in der man vorwärtskommen konnte wie der Blitz. Wir zeigen Euch fünf Jungen dieser Stadt, ihr Aufstieg mit Musik geht unwahrscheinlich glatt.“ Die genannten fünf Musiker Kurt Hellwig, Walter Schumann, Vicky Hanke, Paulchen Friese und Georg Weiler fallen Direktor Petermann auf, als sie bei einem Reitturnier spielen. Er vermittelt ihnen einen Termin in einer kleinen Bar, wo sie vorspielen sollen. Als sie gefragt werden, ob sie eine Sängerin haben, greifen sie zu einer Notlüge. Da sie auch auf die Frage nach einem Namen keine Antwort haben, bestimmt der Barbesitzer, dass sie ab sofort die Musikkapelle Die flotte Fünf seien. Marion Peters, die sich bei ihnen als Sängerin vorstellt, begeistert die Männer nicht nur durch ihr gutes Aussehen, sondern auch durch ihren Gesang und so bitten sie die junge Frau, mit ihnen zusammen aufzutreten. Schnell spielen und singen sie sich an die Spitze aller Berliner Tanzkapellen und haben Auftritte über Auftritte. Wegen Marion kommt es zum Streit zwischen Kurt Hellwig und Walter Schumann, da beide sich in sie verliebt haben. Ihr Förderer Petermann appelliert an ihre Vernunft, sich wieder zu vertragen, denn nur gemeinsam hätten sie Erfolg. Marion und Kurt versichern sich gegenseitig ihre Liebe und treffen sich ohne Wissen der anderen heimlich. Als Walter das nach einiger Zeit mitbekommt, betrinkt er sich vor einem der wichtigsten Auftritte der „Flotten Fünf“ heillos, legt dann aber doch einen Glanzauftritt hin. Es gelingt ihm jedoch nicht, sich damit abzufinden, dass Marion und Kurt ein Paar sind. Dann bricht der Krieg aus und auch die jungen Männer der Musikkapelle erhalten Einberufungsbefehle.
Und wieder spielt der Leierkastenmann und singt dazu: „Viel ist geschehen, der Krieg ist endlich aus, und jeder baut aus Trümmern sich sein neues Haus. Doch unsre sechs, die hat der Sturm der Zeit aus ihrer Stadt Berlin in alle Welt verstreut.“ Georg Weiler hat es nach Hamburg verschlagen, wo er als Arzt auf einer Unfallstation arbeitet. Im Tanzlokal Im Meeresgrund sucht er hin und wieder Abwechslung und wird von der Sängerin Liselotte Malkowsky als einer der Musiker der Flotten Fünf erkannt. Er erzählt ihr, dass er nicht wisse, was mit den anderen geschehen sei, nur dass Vicky Hanke damals in russische Gefangenschaft geraten sei. Kurz darauf treffen Vicky und Walter Schumann, die beide nach Berlin unterwegs sind, sich wieder und schwelgen in Erinnerungen. Kurt Hellwig dagegen befindet sich in Wien, hat aber gerade seine Papiere bekommen und will ebenfalls zurück nach Berlin. Er ist inzwischen mit Gretl Fiala liiert, die jedoch viel Verständnis für ihn aufbringt. Die junge Frau spürt genau, dass Kurt nie ganz bei ihr war. Ihr ist bewusst, dass er Marion nicht vergessen kann.
Marion, die es nach New York verschlagen hatte, wo sie auch verheiratet war, konnte es dort vor Heimweh jedoch nicht aushalten. Gerade steigt sie aus einem Flugzeug, das sie zurück nach Berlin gebracht hat. Ihre Mutter wohne jetzt in der Gartenkolonie „Guter Wille“, teilt man ihr bei der alten Adresse mit. Frau Peters ist inzwischen mit Otto Klemke verheiratet, der sich einmal sehr für Marion interessiert hat. Sie erzählt der Mutter, dass die Scheidung von ihrem amerikanischen Mann, der verstanden habe, dass sie zurück in die Heimat müsse, problemlos verlaufen sei. Von ihrer Mutter und Klemke erfährt Marion, dass Paulchen jetzt einen Würstchenstand in Berlin betreibe, Vicky oft aus Russland geschrieben habe, man von den anderen drei aber nichts mehr gehört habe.
Auch Kurt ist inzwischen in Berlin eingetroffen und macht ausgerechnet an Paulchens Würstchenbude Halt. Das feiern beide ausgiebig. Paulchen ist begeistert und davon überzeugt, dass man die „Flotte Fünf“ wieder auferstehen lassen könne. Er erzählt Kurt, dass Georg Weiler Arzt geworden sei. Nein, von Vicky, wisse er nichts, ebenso wenig wie von Walter. Aber von Marions Mutter wisse er, dass sie in Amerika glücklich verheiratet sei. Und wie es der Zufall so will, treffen sich kurz darauf Georg, Vicky und Walter wieder und fallen sich überglücklich in die Arme. Und als ob das noch nicht genug sei, sehen sie dann auch noch Marion, die von dem Sänger Bully Buhlan zur Bühne geleitet wird, um ein Lied der „Flotten Fünf“ zu singen. Nach und nach bringen die Männer sich auf ihre Art mit ein. Kurt hat inzwischen seine Freundin Gretl nach Berlin geholt. Als seine alte Nummer Heimweh nach Dir im Radio erklingt, hören auch Marion und Walter, der immer noch Gefühle für Marion hat, das Lied. Direktor Petermann, der seine Verbindung zu Kurt wieder aufgenommen hat, hat große Pläne mit ihm und schon einen Auftritt für die Waldbühne organisiert, bis dahin müsse er seine Truppe wieder beisammenhaben. Als Marion zusammen mit Walter bei der Witwe Zillman, wo Kurt vor dem Krieg wohnte, nachfragen will, ob sie etwas über Kurts Schicksal wisse, lernt sie Gretl kennen. Die junge Frau tritt ihr freundlich entgegen und erzählt Marion, dass Kurt nie aufgehört habe, sie zu lieben. Obwohl Marion zweifelt, ist Gretl sich absolut sicher. Walter Schumann steht daneben und ist zutiefst beeindruckt von Gretl und ihrem selbstlosen Handeln. Und als es kurz darauf zu einem Wiedersehen zwischen Marion und Kurt kommt bestätigt sich auch das, was Gretl schon längst wusste. Walter aber kann die unglückliche Gretl, dazu überreden, trotzdem in Berlin zu bleiben und meint, warum solle denn aus der „Flotten Fünf“ keine „Flotte Sieben“ werden.
Und ein letztes Mal informiert uns der Leierkastenmann: „Nun hat es doch das Schicksal gut gemeint und unsere Freunde in der Heimat neu vereint. Was sie erlebt, war hier im Bild zu sehen und ich, der Chronist, kann ein Haus weitergehen.“ Auf den Berliner Litfaßsäulen prangt ein großes Plakat, das einen Auftritt der Musikkapelle „Die Flotten Fünf“ in Originalbesetzung unter der Leitung von Kurt Hellwig in der Waldbühne ankündigt, mit den Sängerinnen Marion Peters, Gretl Fiala und Kläre Winter.

## Produktion

### Produktionsnotizen
Die Dreharbeiten fanden im Mai 1952 im Atelier Berlin-Tempelhof statt. Produktionsfirma war die Melodie-Film GmbH (Berlin). Für die Filmbauten waren Franz Schroedter und Karl Weber verantwortlich. Die Außenaufnahmen entstanden in Berlin (Berliner Waldbühne, Ballhaus Resi, Prälat Schöneberg), im New Yorker Hafen, in Wien und Hamburg.

### Musik im Film
Die Musik wurde komponiert von Heino Gaze, getextet von Günther Schwenn und gespielt von Werner Müller und dem RIAS Tanzorchester.
- Schau in meine Augen, gesungen von Margot Hielscher allein sowie im Duett mit Gerhard Wendland
- Nicht so schnell, meine Herrn! gesungen von Margot Hielscher
- Egon, ich hab ja nur aus Liebe zu Dir, gesungen von Friedel Hensch und den Cyprys
- Auf dem Meeresgrunde, gesungen von Liselotte Malkowsky & dem Cornel Trio
- Heimweh nach dem Kurfürstendamm (von Bobby Kamp), gesungen vom Cornel-Trio
- Heimweh nach Dir, gesungen von Gerhard Wendland
- Ach, nimm mich noch einmal in deine Arme und Du bist meine Schlagerparade, gesungen von Bully Buhlan und Rita Paul
- Wie leicht ist doch das Leben, gesungen von Rudi Schuricke und seinem Sohn Michael
- Wenn das die lieben Eltern wüßten
- Ein Herz und eine Seele[2]

## Rezeption

### Veröffentlichung
Der Film wurde am 11. September 1952 unter der Nummer 04735 von der FSK ab 12 Jahren freigegeben mit der Einschränkung „nicht feiertagsfrei“. Premiere hatte Heimweh nach Dir am 24. September 1952 im Marmorhaus in West-Berlin. Der Film lief auch in Schweden und Dänemark sowie in Belgien, Frankreich, den Niederlanden und in Brasilien.
Am 9. Juni 2017 wurde der Film von der Edel Germany GmbH auf DVD herausgegeben.

### Kritik
Das Lexikon des internationalen Films sprach von einer „wirklichkeitsferne[n], gefühlsbetonte[n] Unterhaltungsware, an der immerhin die gediegene Kameraarbeit bemerkenswert“ sei. Auch das abschließende Urteil war eher negativ: „Mäßige Komik und muntere Musik […] leiten durchs seichte Fahrwasser.“
Der Spiegel schrieb seinerzeit zur Premiere von Heimweh nach Dir zu Margot Hielschers Rolle: „‘In Heimweh nach Dir’ spielt sie wiederum ein Exemplar deutscher Treu und Redlichkeit. Mit Sex Appeal kommt man in Deutschland offenbar nicht weit. […] Wer sie in ‘Heimweh nach Dir’ treuherzig das Lied ‘Schau in meine Augen’ aufsagen hört, glaubt es ihr kaum, daß sie vor fünf Jahren, als sie in der Jazz-Show des US-Soldaten Gene Hammers auftrat, in gelegentlichen mitternächtlichen Jam Sessions einen ‘hot’ ins Mikrophon jagte, der selbst eingefleischte Jazz Fans von den Sitzen riß.“
Der Evangelische Filmbeobachter bezeichnet den Streifen lapidar als einen „unterhaltsamen Schlagerfilm ohne Tiefgang“.